# Norma Ruiz
Norma Ruiz Izquierdo (Madrid, 9 giugno 1982) è un'attrice spagnola, nota per il suo ruoli da protagonista nel film Sex - Una commedia sentimentalmente scorretta e per aver interpretato Barbara Ortiz nella serie Yo soy Bea.

## Filmografia parziale

### Cinema
- Sex - Una commedia sentimentalmente scorretta (2010)

### Televisione
- Yo soy Bea (2006-2009)

## Riconoscimenti
- Unión de Actores
  - 2007 – candidatura come migliore attrice rivelazione per Yo soy Bea